# Hermann Adolph Köhler
Hermann Adolph Köhler (* 13. Juli 1834 in Görlitz; † 6. Februar 1879 in Halle an der Saale) war ein preußischer, deutscher Mediziner und Chemiker. Auch war er der Autor von dem Werk Köhler’s Medizinal-Pflanzen, eines der bekanntesten Handbücher der Heilpflanzen des ausgehenden 19. Jahrhunderts. Sein botanisches Autorenkürzel lautet H.A.Köhler.

## Leben
Als eines Polizeirates Sohn wurde Hermann Adolph Köhler am 13. Juli 1834 in Görlitz geboren. Er wurde auf dem Görlitzer Gymnasium vorgebildet und studierte anschließend Medizin an der Universität Breslau. Er wechselte auf die Humboldt-Universität zu Berlin und danach an die Universität Halle. In Breslau wurde er 1857 zum Doktor der Medizin promoviert. Von 1859 bis 1861 war er Assistenzarzt der Hallensischen Klinik, nachdem er seine Approbationsordnung erhalten hatte.
Nachdem er das Kreisarztexamen bestanden hatte, wirkte er als niedergelassener Arzt in Alsleben. Nicht viel später verlegte er die Praxis nach Wettin. Als Militärarzt nahm er 1866 am böhmischen Feldzug teil. Im Folgejahr kehrte er zurück, gab die Praxis auf und wurde in Halle habilitiert. Seitdem wirkte er als medizinischer Privatdozent und las und befasste sich mit Pharmakologie, ferner gab er Repetitorien.
1870/1871 war er Regimentsarzt im Deutsch-Französischen Krieg. Anschließend wirkte er in Halle wieder als Assistenzarzt und befasste sich mit Pharmakologie und Physiologie. Ab 1872 war er als Kreiswundarzt für die Stadt zuständig, zwei Jahre später bestieg er das Amt des Leiters des Provinzialimpfinstitutes. Ab 1874 schließlich lehrte er an der Universität als außerordentlicher Professor.
Im Winter 1877 erkrankte Köhler an Gelenkrheuma. Er selbst meinte, durch seine Arbeit in „völlig ungeeigneten, feuchten Laboratoriumsräumen“ sich diese schwere Erkrankung zugezogen zu haben. Der Krankheit erlag er am 6. Februar 1879.
In seiner 1872 erschienenen Schrift wies er den Grund für die antidotarische Wirkung von Terpentinöl mit Phosphor nach. Für sein Wirken als Arzt während der Kriege wurde ihm das Eiserne Kreuz verliehen.

## Werke
- Monographie der Meningitis spinalis (1861)
- De myelini, quod vocant, chemica constitutione (Habilitationsschrift; deutsch 1868 unter dem Titel Chemische Untersuchungen über die fälschlich Hirnfette genannten Substanzen)
- Ueber Wert und Bedeutung des sauerstoffhaltigen Terpentinöls bei der akuten Phosphorvergiftung (1872)
- Die lokale Anästhesierung durch Saponin (1873)
- Ueber arhythmische Herzbewegungen (1873)
- Handbuch der Physiologischen Therapeutik und Materia medica (1876)
- Ueber Wirkungen des Chinins (1877)
- Grundriß der Materia medica für praktische Aerzte und Studirende. Mit besonderer Rücksichtnahme auf die Pharmacopaea germanica (1877)
- Grundriss der Materia medica für praktische Ärzte und Studirende : mit besonderer Rücksichtnahme auf die Pharmacopoea Germanica Veit, Leipzig 1878 Digitalisierte Ausgabe der Universitäts- und Landesbibliothek Düsseldorf
- Ueber die Wirkungen der Mutterkornpräparate (1877)
- Aerztliches Recept-Taschenbuch : zugleich eine gedrängte Übersicht der gesamten Arzneimittellehre für Kliniker und praktische Ärzte ; auf Grundlage von „Justus Radius auserlesene Heilformeln“. Voss, Leipzig 1879 (Digitalisierte Ausgabe der Universitäts- und Landesbibliothek Düsseldorf)